# Alessandro D'Ottavio
Alessandro D'Ottavio (født 27. august 1927 i Rom, død 25. december 1988 smst.) var en italiensk bokser, der deltog i de olympiske lege 1948 i London.
D'Ottavio deltog i weltervægt ved OL 1948. Han indledte med at besejre en iraner og derpå en franskmand. I kvartfinalen besejrede han en polak, inden han i semifinalen tabte til Július Torma fra Tjekkoslovakiet, der efterfølgende besejrede amerikanske Horace Herring i finalen, mens D'Ottavio vandt over sydafrikaneren Duggie Du Preez i kampen om bronzemedaljen.
Efter OL blev han professionel i 1949 og vandt tolv kampe i træk, inden han i maj 1951 tabte sin første kamp. Han boksede næsten udelukkende i hjemlandet og forsøgte i flere omgange at blive italiensk mester i weltervægt, før det i juli 1957 lykkedes for ham. Han boksede derefter tre kampe mere, som han alle tabte, og trak sig derpå tilbage.